# Pandorae Fretum
Pandorae Fretum és una característica d'albedo a la superfície de Mart, localitzada amb el sistema de coordenades planetocèntriques a -24.74 ° latitud N i 44 ° longitud E. El nom va ser aprovat per la UAI l'any 1958 i fa referència a Pandora, dona de la mitologia grega vinculada al mite del naixement dels mals del món.